# Bo Alander
Bo Hugo Alander, född 9 mars 1915 i Helsingborg, död 30 augusti 1964, var en svensk diplomat, musikhistoriker och författare.

## Biografi
Alander var son till förste byråsekreterare Anton Alander och Lowa Segerfeldt. Han avlade fil.lic. 1940 och blev attaché vid Utrikesdepartementet (UD) 1943. Alander tjänstgjorde i Rio de Janeiro 1944-1948, var legationssekreterare i Sydney och Canberra 1949-1953 samt var tillförordnad chargé d’affaires där 1950-1951. Han var därefter förste sekreterare vid UD 1954-1957, konsul och chef för generalkonsulatet i Istanbul 1957-1961, tillförordnad chargé d’affaires i Beirut 1958 och ambassadråd i Warszawa från 1961.
Han verkade även som musikhistoriker och författare och skrev ett antal musikhistoriska böcker. Alander gifte sig 1950 med Rut Elfverson (1914-2004), dotter till direktör John Elfverson och Hildur Svensson.